# Bíróságok napja
A bíróságok napja megünnepelésének napjáról 2000. június 24-én döntött az Országos Igazságszolgáltatási Tanács (OIT), megtartására első alkalommal 2001-ben került sor. Az OIT július 15-ét a bírói hatalom gyakorlásáról szóló 1869. évi IV. törvénycikk kihirdetésének évfordulóját nyilvánította a bírák és az igazságügyi alkalmazottak ünnepnapjává. Ez a törvénycikk a magyar igazságszolgáltatás működésének meghatározó állomása volt. A jogszabály rendezte a közigazgatás és a bíráskodás elválasztását. Kiemelkedő jelentőséggel bír a bírói függetlenség deklarálása, amely szerint a bíró csak a törvénynek, illetve a törvényerejű szokásoknak volt alávetve. Ekkor szabályozták első ízben a bírák alkalmazásának szakmai feltételeit is. A törvénycikk hatályba lépésétől a bíró – a törvényben szigorúan meghatározott eseteket kivéve – elmozdíthatatlanná és áthelyezhetetlenné vált. 
A bíróságok napja munkaszüneti nap az igazságügyi alkalmazottak számára, minden bíróság zárva van.
A bíróságok napján adja át a Legfelsőbb Bíróság és az OIT elnöke a Juhász Andor-díjakat bíráknak és igazságügyi alkalmazottaknak kiemelkedő igazságszolgáltatási tevékenységük és példamutató életpályájuk elismeréseként. A díjat az OIT alapította, Juhász Andornak, a Magyar Királyi Kúria elnökének emlékére.

## Külső hivatkozások
- Bíróság.hu